# تود هارفي
تود هارفي هو لاعب هوكي الجليد كندي، ولد في 17 فبراير 1975 في هاميلتون في كندا.

## وصلات خارجية
- تود هارفي على موقع دوري الهوكي الوطني (الإنجليزية)
- تود هارفي على موقع EliteProspects.com (الإنجليزية)
- تود هارفي على موقع HockeyDB.com (الإنجليزية)
- تود هارفي على موقع Hockey-Reference.com (الإنجليزية)